# Evgueni Vakhtangov
Evgueni Bagrationovitch Vakhtangov (en russe : Евгений Багратионович Вахтангов), parfois nommé aussi dans les archives de l'époque Eugène Vakhtangoff, né le 1er février 1883 (13 février dans le calendrier grégorien) à Vladikavkaz (Russie) et mort le 29 mai 1922 à Moscou, était un acteur et un metteur en scène de théâtre russe et arménien.
Il fut le fondateur du Studio des étudiants en art dramatique (1913) qui se réunissait rue Mansourov, selon les méthodes de Stanislavski et qui donna naissance en 1921 au IIIe studio du théâtre d'art de Moscou, rebaptisé en 1926 le théâtre Vakhtangov. 

## Biographie
Evgueni Vakhtangov naquit au sein d'une famille d'origine arménienne propriétaire d'une fabrique de tabac, à Vladikavkaz, dans le sud de la Russie. Il entre en 1903 à l'Université de Moscou; cela faisait déjà deux ans qu'il participait en tant qu'amateur à des pièces de théâtre entre amis, comme acteur ou metteur en scène. Pendant sa prime jeunesse à Vladikavkaz, il écrivait déjà des articles de critique de théâtre dans un journal local (Terek), et au cours d'un voyage à Moscou, avait été fortement impressionné par le théâtre d'art de Moscou.
Finalement, il entre au cours d'art dramatique d'Adachev en 1909 à Moscou dans la classe de Léopold Soulerjitsky (Sulerżycki en polonais), puis de Loujski, Léonidov et de Vassili Katchalov et entre enfin au théâtre d'art, en 1911.
Devenu acteur professionnel, il devient un ardent défenseur des conceptions de Stanislavski et participe à ses travaux au IIIe Studio du Théâtre artistique. Il joue dans des pièces de Dickens et de Shakespeare ou de Gerhart Hauptmann. Défenseur des idées nouvelles, il participe à la révolution d'Octobre en tant qu'intellectuel engagé. Il prend la direction en 1919 de la section de la mise en scène théâtrale au Commissariat du Peuple à l'éducation.
Il met en scène La Noce de Tchékhov et Le Miracle de saint Antoine de Maeterlinck, dans une optique anti-bourgeoise, et fait jouer de manière légère, voire grotesque, Erik XIV de Strindberg, ou subtile La Princesse Turandot de Gozzi.
Apprécié et aimé de ses jeunes acteurs, il meurt prématurément d'un cancer de l'estomac. Il est enterré au cimetière de Novodevitchi de Moscou.

## Sources
- Traduction partielle de l'article Wikipedia en russe.